# Stanislav Mayer
Stanislav Mayer (4. května 1841 Horažďovice – únor 1924 Horažďovice) byl rakouský a český politik, na počátku 20. století poslanec Českého zemského sněmu, předtím dlouholetý starosta Horažďovic.

## Biografie
Jeho otcem byl horažďovický hostinský a měšťan Matěj Mayer, který byl politicky aktivní na komunální úrovni. Stanislav absolvoval nižší gymnázium v Klatovech. Převzal rodinný hostinec Nová hospoda. Od roku 1867 zasedal v obecním zastupitelstvu a od roku 1870 byl členem městské rady, později i jako náměstek starosty. V období let 1877–1895 zastával úřad starosty Horažďovic. Kromě toho byl od roku 1871 rovněž členem okresního zastupitelstva a setrval v něm po 18 let. Byl také členem obchodní a živnostenské komory v Plzni. Angažoval se v místním spolkovém životě. Společně s bratrem Matějem stál u založení Sboru dobrovolných hasičů (od roku 1878 do roku 1903 předsedou) i Sokola v Horažďovicích. Byl místopředsedou, později pokladníkem a protektorem pěveckého spolku Prácheň. Od roku 1892 zastával funkci předsedy Hospodářského spolku. Od roku 1884 byl členem Národní jednoty pošumavské.
Politicky byl původně členem mladočeské strany. Když se ale počátkem 20. století zapojil do zemské politiky a ve volbách v roce 1901 byl zvolen do Českého zemského sněmu v kurii venkovských obcí (volební obvod Horažďovice, Sušice), uvádí se již jako kandidát České agrární strany. Mandát obhájil za agrárníky i ve volbách v roce 1908.
Od roku 1891 byl prvním předsedou české sekce zemské zemědělské rady. V období let 1892–1897 zasedal v státní železniční radě.
Zemřel v únoru 1924. Pohřben byl na městském hřbitově v Horažďovicích. V souvislosti s oslavami výročí založení sboru dobrovolných hasičů byl v roce 2008 jeho hrob zrekonstruován.